# Аллагаш (Мен)
Аллагаш (англ. Allagash) — місто (англ. town) в США, в окрузі Арустук штату Мен. Населення — 237 осіб (2020).

### Клімат
| Клімат : Аллагаш        | Клімат : Аллагаш | Клімат : Аллагаш | Клімат : Аллагаш | Клімат : Аллагаш | Клімат : Аллагаш | Клімат : Аллагаш | Клімат : Аллагаш | Клімат : Аллагаш | Клімат : Аллагаш | Клімат : Аллагаш | Клімат : Аллагаш | Клімат : Аллагаш | Клімат : Аллагаш |
| Показник                | Січ.             | Лют.             | Бер.             | Квіт.            | Трав.            | Черв.            | Лип.             | Серп.            | Вер.             | Жовт.            | Лист.            | Груд.            | Рік              |
| Абсолютний максимум, °C | 12,2             | 16,1             | 23,9             | 28,9             | 33,3             | 35,0             | 35,6             | 33,9             | 33,9             | 27,2             | 21,1             | 13,9             | 35,6             |
| Середній максимум, °C   | −6,7             | −4,4             | 1,7              | 8,3              | 17,2             | 22,2             | 25,0             | 23,9             | 19,4             | 11,1             | 3,9              | −3,3             | 10,0             |
| Середній мінімум, °C    | −21,7            | −22,2            | −15              | −4,4             | 1,7              | 7,2              | 10,0             | 8,9              | 4,4              | −1,1             | −6,1             | −15,6            | −4,4             |
| Абсолютний мінімум, °C  | −43,9            | −41,7            | −36,7            | −20,6            | −10,6            | −8,3             | −2,2             | −2,2             | −5,6             | −12,8            | −25              | −37,8            | −43,9            |
| Норма опадів, мм        | 60               | 47               | 52               | 63               | 75               | 94               | 101              | 94               | 85               | 95               | 80               | 67               | 880              |
| ----------------------- | ---------------- | ---------------- | ---------------- | ---------------- | ---------------- | ---------------- | ---------------- | ---------------- | ---------------- | ---------------- | ---------------- | ---------------- | ---------------- |
| Джерело: DRI            |                  |                  |                  |                  |                  |                  |                  |                  |                  |                  |                  |                  |                  |

## Демографія
Згідно з переписом 2010 року, у місті мешкало 239 осіб у 124 домогосподарствах у складі 76 родин. Було 307 помешкань
Расовий склад населення:
| - 97,5 % — білих - 0,4 % — чорних або афроамериканців |

До двох чи більше рас належало 2,1 %. Частка іспаномовних становила 0,8 % від усіх жителів.
За віковим діапазоном населення розподілялося таким чином: 11,3 % — особи молодші 18 років, 56,9 % — особи у віці 18—64 років, 31,8 % — особи у віці 65 років та старші. Медіана віку мешканця становила 57,8 року. На 100 осіб жіночої статі у місті припадало 95,9 чоловіків;  на 100 жінок у віці від 18 років та старших — 100,0 чоловіків також старших 18 років.
Середній дохід на одне домашнє господарство  становив 40 076 доларів США (медіана — 27 000), а середній дохід на одну сім'ю — 52 713 долари (медіана — 40 000). За межею бідності перебувало 12,9 % осіб, у тому числі 0,0 % дітей у віці до 18 років та 17,9 % осіб у віці 65 років та старших.
Цивільне працевлаштоване населення становило 73 особи. Основні галузі зайнятості: сільське господарство, лісництво, риболовля — 20,5 %, освіта, охорона здоров'я та соціальна допомога — 17,8 %, транспорт — 12,3 %, мистецтво, розваги та відпочинок — 12,3 %.